# بکی گولسویگ
بکی گولسویگ (انگلیسی: Becky Gulsvig؛ زادهٔ ۲۵ اوت ۱۹۸۲) بازیگر، خواننده، رقاص اهل ایالات متحده آمریکا است.